# Hans Schmauch
Hans Schmauch (ur. 13 sierpnia 1887 w Gdańsku, zm. 12 sierpnia 1966 w Sankt Augustin) – niemiecki filolog i nauczyciel, historyk, badacz dziejów Warmii, wykładowca w Państwowej Akademii w Braniewie.

## Życiorys
Jak to syn urzędnika kolei dorastał w Prusach Zachodnich w miejscowości Człuchów. Uczęszczał do gimnazjum w Pile, gdzie w 1906 złożył egzamin dojrzałości. Następnie studiował teologię katolicką w seminarium duchownym w Pelplinie, gdzie zajmował się badaniem historii Kościoła w Europie Wschodniej. Następnie kontynuował studia z zakresu historii i germanistyki na Uniwersytecie Wrocławskim oraz Uniwersytecie Albrechta w Królewcu. W 1916 roku zdał egzaminy państwowe. Został nauczycielem w szkole męskiej w Ornecie i w gimnazjach w Bartoszycach i Reszlu. Na podstawie rozprawy doktorskiej napisanej pod kierunkiem prof. Alberta Brackmanna uzyskał w lipcu 1918 roku na Uniwersytecie w Królewcu stopień doktora filozofii. W październiku 1918 roku przybył jako nauczyciel mianowany (Studienrat) do gimnazjum w Ornecie. Po 14 lat pracy został przeniesiony do liceum w Malborku. Po wypędzeniu w 1945 roku wykładał aż do przejścia na emeryturę w 1952 roku w Oberrealschule w Kaufbeuren. Zmarł w przeddzień swoich 79 urodzin w Sankt Augustin koło Siegburga.

### Badacz historii Warmii
Hans Schmauch habilitował się w lipcu 1932 roku w Państwowej Akademii w Braniewie w Prusach Wschodnich. Jako nieetatowy docent wykładał na tejże uczelni od semestru zimowego 1932/1933 do semestru zimowego 1944/45. W latach 1939 i 1943 rada wydziału uczelni nominowała jego kandydaturę na stanowisko profesora nadzwyczajnego (außerplanmäßiger Professor), jednak w obydwu przypadkach jego kandydatura została zablokowana przez władze NSDAP. Prowadził prace badawcze z historii Warmii oraz działalności Mikołaja Kopernika. Dwa lata po przejściu na emeryturę utworzył w 1954 roku w Königstein im Taunus Instytut Historii Kultury i Kościoła Wschodnioeurpejskiego (Institut für ostdeutsche Kirchen- und Kulturgeschichte). W 1956 roku przeniósł instytut do Ingelheim am Rhein. W lipcu 1961 roku włączył instytut do Uniwersytetu w Bonn. Od 1956 roku również prowadził wykłady w wyższej szkole w Königstein. Uniwersytet Gutenberga w Moguncji powołał go w tym samym roku na stanowisko profesora honorowego wschodnioeuropejskiej historii kultury i Kościoła.
Hans Schmauch wchodził od 1926 roku w skład zarządu Warmińskiego Towarzystwa Historycznego, a od 1937 był jego przewodniczącym. W 1954 roku doprowadził do reaktywowania stowarzyszenia. Od wiosny 1956 wznowił wydawanie czasopisma Zeitschrift für Geschichte und Altertumskunde des Ermlandes. Aż do śmierci zasiadał w zarządzie Komisji Historycznej do Badań nad Wschodnimi i Zachodnimi Prusami (Historische Kommission für Ost- und Westpreußische Landesforschung). W 1961 roku został pierwszym prezesem nowo powstałego Copernicus-Vereinigung.

### Działalność samorządowa
W Prusach Wschodnich Hans Schmauch angażował się w działalność na szczeblu lokalnym. Od 1920 do 1925 zasiadał w radzie (Kreistag) powiatu braniewskiego. W Ornecie był przez dwanaście lat radnym miejskim, a w latach 1927–1931 przewodniczącym rady miasta. Od 1947 do 1956 roku był radnym miejskim w Kaufbeuren. Przez cztery lata był zastępcą burmistrza.